# Satellite Young
Satellite Young（サテライトヤング）は日本の3人組音楽ユニットである。2013年に、慶應義塾大学湘南藤沢キャンパスで学士だった草野絵美と、博士のベルメゾン関根によって結成された。

## 経歴
2012年、東映不思議コメディーシリーズの「魔法少女ちゅうかなぱいぱい!』を見て感銘を受けた、草野絵美が知人の紹介で、電子音楽に詳しく同大学の博士課程であるベルメゾン関根と出会う。その１年後の2013年、草野絵美が「ジャック同士」の歌詞とメロディーを思いつきで、アカペラ音源を送り、曲が完成し、ユニットを結成する。
2014年、1stシングル「ジャック同士」でインディーズデビュー。
2015年、メディア・テクノロジスト、テレ・ヒデオが加入。
2015年9月に、All About『いま聴くべきテクノポップアーティスト・グループ厳選8』に選出される。
2015年より、北米 Synthwave/Retrowaveシーンと連携。アメリカの音楽レーベルFuture City Recordsより、「Dividual Heart」配信開始する。
2015年12月　スウェーデンのアニメ『せんぱいクラブ』の主題歌を提供。
2016年2月　映画『Kung Fury』のサウンドプロデュースで知られるスウェーデン出身のMitch Murder（ミッチ・マーダー）と『Sniper Rouge』を発表。フリー・ダウンロード配信を開始する。
2017年3月、世界最大規模の音楽フェスティバル『サウス・バイ・サウスウエスト』に出演（MIYAVI、The fin.、東京スカパラダイスオーケストラらと共演）
2017年3月、ディープラーニングを駆使したMusic Video『Dividual Heart』公開。
2016年8月 テレビ朝日「関ジャム 完全燃SHOW」にて、でんぱ組.incの音楽プロデューサーである福嶋麻衣子に紹介され地上波でデビュー。『音楽界のクセ者が本気で選考!! 次来るアーティスト10組』に選出される。いとうせいこう、古田新太に、セルフプロデュース力の高さを大絶賛される。
2016年9月 フジテレビ「めざましテレビ」の「みたもんチェック」のコーナーにて紹介される。「サテヤン」という略称が与えられ、Yahoo!の検索急上昇ワードに８位に現れる。
2017年11月　アニソン・ゲーソンとクラブミュージックを融合させたイベント「Re:animation」に出演。
2018年3月　『せんぱいクラブ』のクリエイター エリック・ブラッドフォードによってアニメ化される。
2018年11月　Adobe Premiere RushのCMソングとしてMoment In Slow Motionが起用され、草野絵美が出演。

## メンバー
草野絵美 - 主宰・歌唱担当・作詞・作曲
1990年8月4日（34歳）生まれ。東京都渋谷区出身。慶応義塾大学卒業。楽譜もほとんど読めず、楽器も弾けないのでの、思い浮かんだメロディーをボイスメモで吹き込み、関根に送り曲作りを進める。70〜80年代のアイドルやアニメ、ファッションに影響を受けながら幼少期を育ち、イジメをきっかけにアメリカへ留学。その後は、フォトグラファーとしての活動や、ITスタートアップの起業を経て、アーティストとしての道を模索し始める。福嶋麻衣子曰く「セルフプロデュースの神」。普段は大手広告代理店に勤務している。
ベルメゾン関根 - サウンドマン・作曲・編曲
年齢・本名非公開。80年代生まれ。主にサウンドメイキング、アレンジ、エンジニアリングを手がけている。作曲作詞もたまに担当。シンセサイザーミュージックをこよなく愛するサウンドマエストロ。幼少期よりJan Hammer、Tangerine dreamなどのシンセサウンドにどっぷり浸り、その後、テクノ、ハウス、ブレイクビーツ、エレクトニカ等々の楽曲を発表していた。
テレ・ヒデオ -　メディア・テクノロジスト
80年代の遺物、『テレビデオ』を改造して作られたサイボーグ。頭部がテレビデオになっている。ライブでは最新のメディア・テクノロジーを駆使し、オリジナルのインタラクティブシステムや映像パフォーマンスでステージを盛り上げる。

## 音楽性とコンセプト
Satellite Young 結成時に掲げたコンセプトは、日本の80’sアイドル歌謡を、『只のリヴァイバルではなく、ずっと途切れる事無く継承され、進化してきたジャズやロックのように、一つのジャンルとして普遍化・進化させる』ということだった。ベルメゾン関根は、幼少期は父親に80’s洋楽を聴かされて育ち、ヤン・ハマー、ジャーニー、CUSCOなどに大きく影響された。渡辺真知子の『フォグ・ランプ』というアルバムを聴いて日本の歌謡曲に興味を持ち始め、アレンジャーだった船山基紀繋がりで、つちやかおりやWinkなど80年代アイドルに興味を持ち始めた。南野陽子の『楽園のDoor』や、松田聖子のアルバム『The 9th Wave』を聞いて、こんな素晴らしい音楽が“懐メロ”のレッテルを貼られて過去の遺物扱いになっていることに憤りを感じ、その想いがSatellite Youngをはじめるきっかけになったという。
レトロなメロディーとは裏腹に、歌詞は原題のテクノロジー社会に関しての違和感を歌っていることが大半である。1stシングル「ジャック・同士」は、TwitterのCEO、ジャック・ドーシーをもじっている。「フェイクメモリー」は情報過多が生む偽装の記憶について、「Break!Break!Tik!Tak!」に関してはソニー・タイマーをアップル製品にかけて歌っている。他にも小説家の平野啓一郎が提唱した分人主義や「Dividual Heart」、「Al Threnody」では人工知能との恋について歌っている。「Morden Romace」はアメリカ人コメディアン アジズ・アンサリ著の同名のエッセイ本からインスパイアされ、Tinder時代の恋を歌っている。
でんぱ組.inc プロデューサーである 福嶋麻衣子は「80年代を徹底していながら、歌詞にSNSなどの原題のワードを取り入れ新しい音楽に進化させています」と大絶賛。
現代美術家の土佐信道は「宇宙からやってきた外タレ」と賞賛しており、明和電機忘年会でもコラボパフォーマンスをしている。

## ディスコグラフィー

### シングル
ジャック同士（2014年1月30日）
1. ジャック同士
2. ジャック同士（オリジナル・カラオケ）
3. ジャック同士（Synthwave Remix）

フェイクメモリー（2014年5月20日）
1. フェイクメモリー
2. フェイクメモリー（オリジナル・カラオケ）
3. フェイクメモリー（Outrun Electro Remix）

Break! Break! Tic! Tac!（2014年12月16日）
1. Break! Break! Tic! Tac!
2. Break! Break! Tic! Tac! （Synthpop Remix）

Geeky Boyfriend（2014年12月16日）
1. Geeky Boyfriend
2. Geeky Boyfriend （Synth Pop Remix）

Dividual Heart（2015年10月16日）
1. Dividual Heart
2. Dividual Heart (Magic Dance Remix)
3. Dividual Heart (DASHCAM Remix)
4. Dividual Heart (Mr.Tengu Remix)

Satellite Young feat. Mitch Murder - Sniper Rouge（2016年02月15日）
1. Sniper Rouge

Modern Romance（2017年11月20日）
1. Modern Romance
2. Modern Romance (Original Karaoke)
3. Modern Romance (H.N. tribute remix)
4. Modern Romance (brinq -Neo Tokyo- remix)

Sanfransokyo girl EP（2017年2月19日）
1. Sanfransokyo girl (Single Mix)
2. Sanfransokyo girl (Sunglasses Kid Class of '88 Mix)
3. Sanfransokyo girl (Sellorekt LA Dreams Remix)
4. Sanfransokyo girl (Pasocom Music Club Remix)

### アルバム
| # | タイトル／収録曲 | 形態   | 備考 |
| - | --- | ------ | ---- |
| 1 | Satellite Young（Self Title） 1. サテライトヤングのテーマ 2. ジャック同士 3. フェイクメモリー 4. Sniper Rouge (feat. Mitch Murder) 5. Break! Break! Tic! Tac! 6. Geeky Boyfriend 7. AI Threnody 8. Sanfransokyo Girl 9. Nonai Muchoo (feat. brinq) 10. 卒業しないで、先輩！ 11. Dividual Heart 12. Melancholy 2016 | 12cmCD |      |

## 出演

### テレビ
- 関ジャム 完全燃SHOW （2017年08月20日、テレビ朝日） - 出演 - 音楽プロデューサーであるもふくちゃんが「Satellite Young」を紹介
- めざましテレビ（2017年09月06日、フジテレビ） - 出演 - 「Satellite Young」スタジオインタビュー

### ラジオ
- PRIME FACTOR（2015年1月 - J-WAVE）- TRED THE TREND のコーナーにレギュラー出演（草野絵美のみ）
- TOKYO FM WORLD（2017年3月 -TOKYO FM）- ゲスト出演
- ミッドナイト・ダイバーシティー〜正気のSaturday Night （2017年4月 - JFN）- ゲスト出演
- 高橋みなみの これから、何する?（2017年12月 -TOKYO FM）- ゲスト出演
- よんぱち 48hours 〜WEEKEND MEISTER〜（2018年1月 -TOKYO FM）- ゲスト出演

### 雑誌
- ギンザ （マガジンハウス、2016年5月） - ファッションページ
- ギンザ （マガジンハウス、2017年2月） - ファッションページ
- An・an（マガジンハウス、2017年8月） - ファッションページ
- 週刊プレイボーイ（集英社、2017年12月）- 落合陽一との対談
- ギンザ （マガジンハウス、2018年1月） - ファッションページ

### 新聞
- ジャパンタイムズ（2017年3月） - インタビュー記事